# 2121 Севастополь
2121 Севасто́поль (2121 Sevastopol) — астероїд головного поясу, відкритий 27 червня 1971 року.
Тіссеранів параметр щодо Юпітера — 3,654.